# Dyskografia Eltona Johna
Dyskografia Eltona Johna składa się z 31 albumów studyjnych, 5 albumów koncertowych, 10 soundtracków, 16 kompilacji, 4 EP-ek, 3 albumów tribute, 4 albumów nagranych wraz z innymi artystami i 2 albumów świątecznych.

## Dyskografia

### Albumy studyjne

#### 1969-1979
| Rok  | Album                                                                            | Pozycja na liście | Pozycja na liście | Pozycja na liście | Pozycja na liście | Pozycja na liście | Pozycja na liście | Pozycja na liście | Pozycja na liście | Pozycja na liście | Pozycja na liście | Certyfikat                                                         |
| Rok  | Album                                                                            | UK                | AUS               | AUT               | CAN               | FRA               | GER               | NZ                | NOR               | SWE               | US                | Certyfikat                                                         |
| ---- | -------------------------------------------------------------------------------- | ----------------- | ----------------- | ----------------- | ----------------- | ----------------- | ----------------- | ----------------- | ----------------- | ----------------- | ----------------- | ------------------------------------------------------------------ |
| 1969 | Empty Sky - Data: 3 czerwca 1969 - Wydawca: DJM                                  | –                 | –                 | –                 | 30                | –                 | –                 | –                 | –                 | –                 | 6                 |                                                                    |
| 1970 | Elton John - Data: 10 kwietnia 1970 - Wydawca: DJM                               | 5                 | 2                 | –                 | 4                 | –                 | –                 | –                 | –                 | –                 | 4                 | - US: złoto                                                        |
| 1970 | Tumbleweed Connection - Data: 30 października 1970 - Wydawca: DJM                | 2                 | 4                 | –                 | 4                 | –                 | –                 | –                 | –                 | –                 | 5                 | - US: platyna                                                      |
| 1971 | Madman Across the Water - Data: 5 listopada 1971 - Wydawca: DJM                  | 41                | 8                 | –                 | 13                | –                 | –                 | –                 | –                 | –                 | 8                 | - US: 2× platyna                                                   |
| 1972 | Honky Château - Data: 19 maja 1972 - Wydawca: DJM                                | 2                 | 4                 | –                 | 3                 | –                 | 43                | –                 | 8                 | –                 | 1                 | - US: platyna                                                      |
| 1973 | Don’t Shoot Me I’m Only the Piano Player - Data: 22 stycznia 1973 - Wydawca: DJM | 1                 | 1                 | –                 | 1                 | –                 | 16                | –                 | 1                 | –                 | 1                 | - US: 3× platyna                                                   |
| 1973 | Goodbye Yellow Brick Road - Data: 5 października 1973 - Wydawca: DJM             | 1                 | 1                 | –                 | 1                 | –                 | 41                | 9                 | 5                 | –                 | 1                 | - UK: platyna - US: 7× platyna                                     |
| 1974 | Caribou - Data: 28 czerwca 1974 - Wydawca: DJM                                   | 1                 | 1                 | –                 | 1                 | –                 | 30                | 20                | 6                 | –                 | 1                 | - UK: złoto - US: 2× platyna                                       |
| 1975 | Captain Fantastic and the Brown Dirt Cowboy - Data: 19 maja 1975 - Wydawca: DJM  | 2                 | 1                 | 7                 | 1                 | 1                 | 22                | 1                 | 2                 | –                 | 1                 | - UK: złoto - US: 3× platyna                                       |
| 1975 | Rock of the Westies - Data: 24 października 1975 - Wydawca: DJM                  | 5                 | 4                 | –                 | 1                 | 5                 | 33                | 4                 | 6                 | 6                 | 1                 | - UK: złoto - CAN: platyna - US: platyna                           |
| 1976 | Blue Moves - Data: 22 października 1976 - Wydawca: Rocket                        | 3                 | 8                 | –                 | 5                 | 12                | 39                | 7                 | 5                 | 12                | 3                 | - UK: złoto - CAN: złoto - FRA: złoto - US: platyna                |
| 1978 | A Single Man - Data: 1 października 1978 - Wydawca: Rocket                       | 8                 | 8                 | –                 | 12                | 12                | 17                | 5                 | 4                 | 26                | 15                | - UK: złoto - CAN: platyna - FRA: złoto - NLD: złoto - US: platyna |
| 1979 | Victim of Love - Data: 13 października 1979 - Wydawca: Rocket                    | 41                | 20                | –                 | 28                | 21                | –                 | 44                | 18                | –                 | 35                | - CAN: złoto                                                       |

#### 1980–1989
| Rok  | Album                                                             | Pozycja na liście | Pozycja na liście | Pozycja na liście | Pozycja na liście | Pozycja na liście | Pozycja na liście | Pozycja na liście | Pozycja na liście | Pozycja na liście | Pozycja na liście | Certyfikat                                                                                                  |
| Rok  | Album                                                             | UK                | AUS               | AUT               | CAN               | FRA               | GER               | NZ                | NOR               | SWE               | US                | Certyfikat                                                                                                  |
| ---- | ----------------------------------------------------------------- | ----------------- | ----------------- | ----------------- | ----------------- | ----------------- | ----------------- | ----------------- | ----------------- | ----------------- | ----------------- | --- |
| 1980 | 21 at 33 - Data: 13 maja 1980 - Wydawca: Rocket                   | 12                | 7                 | –                 | 10                | 10                | 21                | 3                 | 6                 | 16                | 13                | - CAN: złoto - FRA: złoto - US: złoto                                                                       |
| 1981 | The Fox - Data: 20 maja 1981 - Wydawca: Rocket                    | 12                | 2                 | 11                | 43                | 5                 | 34                | 6                 | 5                 | 25                | 21                | - UK: srebro                                                                                                |
| 1982 | Jump Up! - Data: 9 kwietnia 1982 - Wydawca: Rocket                | 13                | 3                 | –                 | 19                | 12                | 47                | 1                 | 3                 | 15                | 17                | - UK: srebro - US: złoto                                                                                    |
| 1983 | Too Low for Zero - Data: 14 października 1983 - Wydawca: Rocket   | 7                 | 2                 | –                 | 17                | 11                | 5                 | 2                 | 6                 | 30                | 25                | - UK: platyna - CAN: platyna - FRA: złoto - GER: złoto - US: platyna                                        |
| 1984 | Breaking Hearts - Data: 9 lipca 1984 - Wydawca: Rocket            | 2                 | 1                 | 4                 | 10                | –                 | 5                 | 2                 | 7                 | 11                | 20                | - UK: złoto - US: platyna                                                                                   |
| 1985 | Ice on Fire - Data: 7 listopada 1985 - Wydawca: Rocket            | 3                 | 6                 | 9                 | 49                | 14                | 5                 | 8                 | 2                 | 16                | 48                | - UK: platyna - FRA: złoto - GER: złoto - NLD: złoto - SWE: platyna - SWI: 2× platyna - US: złoto           |
| 1986 | Leather Jackets - Data: 15 października 1986 - Wydawca: Rocket    | 24                | 4                 | 22                | 38                | –                 | 21                | 34                | 12                | 31                | 91                | - UK: złoto                                                                                                 |
| 1988 | Reg Strikes Back - Data: 24 czerwca 1988 - Wydawca: Rocket        | 18                | 13                | 13                | 6                 | 30                | 18                | 26                | 8                 | 18                | 16                | - UK: srebro - CAN: 2× platyna - FRA: złoto - US: złoto                                                     |
| 1989 | Sleeping With the Past - Data: 29 sierpnia 1989 - Wydawca: Rocket | 1                 | 2                 | 5                 | 30                | 2                 | 9                 | 1                 | 7                 | 23                | 23                | - UK: 3× platyna - CAN: 2× platyna - FRA: platyna - GER: złoto - NLD: złoto - SWI: 2× platyna - US: platyna |

#### 1992-2013
| Rok  | Album                                                                    | Pozycja na liście | Pozycja na liście | Pozycja na liście | Pozycja na liście | Pozycja na liście | Pozycja na liście | Pozycja na liście | Pozycja na liście | Pozycja na liście | Pozycja na liście | Certyfikat |
| Rok  | Album                                                                    | UK                | AUS               | AUT               | CAN               | FRA               | GER               | NZ                | NOR               | SWE               | US                | Certyfikat |
| ---- | ------------------------------------------------------------------------ | ----------------- | ----------------- | ----------------- | ----------------- | ----------------- | ----------------- | ----------------- | ----------------- | ----------------- | ----------------- | --- |
| 1992 | The One - Data: 23 czerwca 1992 - Wydawca: Rocket                        | 2                 | 2                 | 1                 | 7                 | 1                 | 1                 | 7                 | 2                 | 8                 | 8                 | - UK: złoto - AUT: platyna - CAN: 3× platyna - FRA: platyna - GER: złoto - SWI: 2× platyna - US: 2× platyna                    |
| 1993 | Duets - Data: 22 listopada 1993 - Wydawca: Rocket                        | 5                 | 12                | 1                 | 14                | –                 | 10                | 16                | 3                 | 20                | 25                | - UK: platyna - AUT: platyna - CAN: platyna - FRA: 2× złoto - NOR: platyna - SWI: platyna - US: platyna                        |
| 1995 | Made in England - Data: 17 marca 1995 - Wydawca: Rocket                  | 3                 | 6                 | 1                 | 3                 | 2                 | 4                 | 10                | 3                 | 8                 | 13                | - UK: złoto - AUT: platyna - CAN: 2× platyna - FRA: platyna - GER: złoto - SWE: złoto - SWI: platyna - US: platyna             |
| 1997 | The Big Picture - Data: 22 września 1997 - Wydawca: Rocket               | 3                 | 5                 | 1                 | 14                | 4                 | 8                 | 7                 | 2                 | 2                 | 9                 | - UK: platyna - AUS: platyna - AUT: złoto - CAN: platyna - FRA: złoto - NOR: platyna - SWE: złoto - SWI: platyna - US: platyna |
| 2001 | Songs from the West Coast - Data: 1 października 2001 - Wydawca: Mercury | 2                 | 7                 | 15                | 9                 | 19                | 14                | 24                | 2                 | 8                 | 15                | - UK: 2× platyna - AUS: złoto - CAN: złoto - NOR: złoto - SWE: złoto - SWI: złoto - US: złoto                                  |
| 2004 | Peachtree Road - Data: 7 listopada 2004 - Wydawca: Mercury               | 21                | 44                | 27                | 11                | 63                | 31                | 34                | 16                | 38                | 17                | - UK: złoto - SWI: złoto - US: złoto                                                                                           |
| 2006 | The Captain & the Kid - Data: 15 września 2006 - Wydawca: Mercury        | 6                 | 37                | 37                | 12                | 56                | 25                | –                 | 10                | 27                | 18                | - UK: srebro |
| 2010 | The Union - Data: 19 października 2010 - Wydawca: Decca (US)             | 12                | 28                | 28                | 7                 | 51                | 23                | 24                | 5                 | 24                | 3                 | - UK: srebro - CAN: złoto |
| 2013 | The Diving Board - Data: 16 września 2013 - Wydawca: Capitol             | 3                 | 26                | 13                | 7                 | 24                | 11                | 20                | 10                | 42                | 4                 | |

#### od 2016
| Rok  | Album                                                                                    | Pozycja na liście | Pozycja na liście | Pozycja na liście | Pozycja na liście | Pozycja na liście | Pozycja na liście | Pozycja na liście | Pozycja na liście | Pozycja na liście | Pozycja na liście | Certyfikat   |
| Rok  | Album                                                                                    | UK                | AUS               | AUT               | CAN               | FRA               | GER               | NZ                | NOR               | SWE               | US                | Certyfikat   |
| ---- | ---------------------------------------------------------------------------------------- | ----------------- | ----------------- | ----------------- | ----------------- | ----------------- | ----------------- | ----------------- | ----------------- | ----------------- | ----------------- | ------------ |
| 2016 | Wonderful Crazy Night - Data: 5 lutego 2016 - Wydawca: Virgin EMI                        | 6                 | 11                | 18                | 35                | 10                | 43                | 17                | 11                | 15                | 8                 |              |
| 2021 | Regimental Sgt. Zippo - Data: 12 czerwca 2021 - Wydawca: Island/Mercury                  | —                 | —                 | —                 | —                 | —                 | —                 | —                 | —                 | —                 |                   |              |
| 2021 | The Lockdown Sessions - Data: 22 października 2021 - Wytwórnia: EMI, Mercury, Interscope | 1                 | 2                 | 6                 | 5                 | 8                 | 5                 | 14                | 4                 | 41                | 10                | - BPI: Złoto |

### Albumy koncertowe
| Rok  | Album | Pozycja na liście | Pozycja na liście | Pozycja na liście | Pozycja na liście | Pozycja na liście | Pozycja na liście | Pozycja na liście | Pozycja na liście | Pozycja na liście | Certyfikat                                                                    |
| Rok  | Album | UK                | AUS               | AUT               | CAN               | GER               | NZ                | NOR               | SWE               | US                | Certyfikat                                                                    |
| ---- | --- | ----------------- | ----------------- | ----------------- | ----------------- | ----------------- | ----------------- | ----------------- | ----------------- | ----------------- | ----------------------------------------------------------------------------- |
| 1971 | 17-11-70 - Data: 12 marca 1971 - Wydawca: DJM                                                                   | 20                | 20                | –                 | 10                | –                 | –                 | –                 | –                 | 11                |                                                                               |
| 1976 | Here and There - Data: 30 kwietnia 1976 - Wydawca: DJM                                                          | 6                 | 11                | –                 | 13                | –                 | 3                 | 19                | 30                | 4                 | - UK: srebro - US: platyna - CAN: złoto                                       |
| 1987 | Elton John live in Australia with the Melbourne Symphony Orchestra - Data: 13 czerwca 1987 - Wydawca: Rocket    | 43                | 5                 | –                 | 43                | –                 | 11                | –                 | –                 | 24                | - CAN: 2× platyna - US: platyna                                               |
| 2000 | Elton John One Night Only – The Greatest Hits - Data: 21 listopada 2000 - Wydawca: Mercury                      | 7                 | 32                | 20                | –                 | 21                | 10                | 14                | 16                | 65                | - UK: platyna - AUS: złoto - AUT: złoto - CAN: złoto - SWI: złoto - US: złoto |
| 2020 | Live from Moscow 1979 (z Rayem Cooperem) - Released: 24 January 2020 - Label: Universal Music - Formats: CD, LP | -                 | -                 | -                 | 160               | -                 | -                 | -                 | -                 | -                 |                                                                               |

### Ścieżki dźwiękowe
| Rok  | Album | Najwyższa pozycja na listach | Najwyższa pozycja na listach | Najwyższa pozycja na listach | Najwyższa pozycja na listach | Najwyższa pozycja na listach | Najwyższa pozycja na listach | Najwyższa pozycja na listach | Najwyższa pozycja na listach | Certyfikaty                                                                                           |
| Rok  | Album | UK                           | AUS                          | AUT                          | CAN                          | FRA                          | GER                          | NOR                          | US                           | Certyfikaty                                                                                           |
| ---- | --- | ---------------------------- | ---------------------------- | ---------------------------- | ---------------------------- | ---------------------------- | ---------------------------- | ---------------------------- | ---------------------------- | --- |
| 1971 | Friends - Wydany: 24 marca 1971 - Wydawnictwo: Paramount                                                             | –                            | 19                           | –                            | 17                           | –                            | –                            | 12                           | 36                           | - US: Złoto                                                                                           |
| 1994 | The Lion King Soundtrack - Wydany: 31 maja 1994 - Wydawnictwo: Walt Disney                                           | –                            | –                            | –                            | –                            | –                            | –                            | –                            | 1                            | - UK: Platyna - AUS: Złoto - CAN: Diament - FRA: Diament - SWE: Złoto - SWI: 2× Platyna - US: Diament |
| 1999 | Aida the Musical - Wydany: 22 marca 1999 - Wydawnictwo: Rocket                                                       | 29                           | –                            | 9                            | –                            | 24                           | 23                           | 12                           | 41                           | - US: Złoto                                                                                           |
| 1999 | The Muse - Wydany: 24 sierpnia 1999 - Wydawnictwo: PolyGram                                                          | –                            | –                            | –                            | –                            | –                            | –                            | –                            | –                            | |
| 2000 | The Road to El Dorado - Wydany: 9 października 2000 - Wydawnictwo: Dreamworks                                        | –                            | –                            | 40                           | –                            | –                            | –                            | –                            | 63                           | |
| 2005 | Billy Elliot the Musical - Wydany: 7 lutego 2006 - Wydawnictwo: Dreamworks                                           | –                            | –                            | –                            | –                            | –                            | –                            | –                            | –                            | |
| 2005 | Lestat the Musical - Wydany: – - Wydawnictwo: –                                                                      | –                            | –                            | –                            | –                            | –                            | –                            | –                            | –                            | |
| 2011 | Gnomeo and Juliet - Wydany: 8 lutego 2011 - Wydawnictwo: Buena Vista Records, Walt Disney Records, Hollywood Records | –                            | –                            | –                            | –                            | –                            | –                            | –                            | –                            | |

### Albumy kompilacyjne
| Rok  | Album                                                                                | Pozycja na liście | Pozycja na liście | Pozycja na liście | Pozycja na liście | Pozycja na liście | Pozycja na liście | Pozycja na liście | Pozycja na liście | Pozycja na liście | Pozycja na liście | Certyfikat |
| Rok  | Album                                                                                | UK                | AUS               | AUT               | CAN               | FRA               | GER               | NZ                | NOR               | SWE               | US                | Certyfikat |
| ---- | ------------------------------------------------------------------------------------ | ----------------- | ----------------- | ----------------- | ----------------- | ----------------- | ----------------- | ----------------- | ----------------- | ----------------- | ----------------- | --- |
| 1974 | Elton John’s Greatest Hits - Data: 8 listopada 1974 - Wydawca: DJM                   | 1                 | 1                 | –                 | 1                 | –                 | 43                | 5                 | 3                 | –                 | 1                 | - UK: platyna - CAN: diament - FRA: złoto - US: 16× platyna |
| 1977 | Elton John’s Greatest Hits Volume II - Data: 13 września 1977 - Wydawca: DJM         | 6                 | 46                | –                 | 6                 | –                 | –                 | 6                 | –                 | –                 | 21                | - UK: złoto - CAN: platyna - US: 5× platyna |
| 1980 | Lady Samantha - Data: 1 marca 1980 - Wydawca: DJM                                    | 56                | 74                | –                 | –                 | –                 | –                 | –                 | –                 | –                 | –                 | |
| 1980 | The Very Best of Elton John - Data: 18 października 1980 - Wydawca: K-Tel            | 24                | –                 | –                 | –                 | –                 | –                 | 2                 | –                 | –                 | –                 | |
| 1982 | Love Songs - Data: 29 października 1982 - Wydawca: TV Records                        | 39                | –                 | –                 | –                 | –                 | –                 | –                 | –                 | –                 | –                 | |
| 1984 | The Superior Sound of Elton John [1970–1975] - Data: 1983/1984 - Wydawca: DJM        |                   |                   |                   |                   |                   |                   |                   |                   |                   |                   | |
| 1985 | Your Songs - Data: 14 lipca 1985 - Wydawca: Rocket                                   | –                 | –                 | –                 | –                 | –                 | 1                 | –                 | –                 | –                 | –                 | - GER: złoto - US: złoto |
| 1987 | Elton John’s Greatest Hits Volume III - Data: 12 listopada 1987 - Wydawca: Geffen    | –                 | –                 | –                 | 33                | –                 | –                 | –                 | –                 | –                 | 84                | - US: 2× platyna |
| 1990 | The Very Best of Elton John - Data: 1 października 1990 - Wydawca: DJM               | 1                 | 1                 | 1                 | –                 | 1                 | 2                 | 1                 | 1                 | 1                 | –                 | - UK: 9× platyna - AUS: 6× platyna - AUT: 3× platyna - FRA: diament - GER: 2× platyna - NLD: 2× platyna - SWI: 4× platyna                                           |
| 1990 | To Be Continued... - Data: 8 listopada 1990 - Wydawca: Rocket                        | –                 | –                 | –                 | 21                | –                 | –                 | –                 | –                 | –                 | 82                | - CAN: złoto - US: platyna |
| 1992 | Rare Masters - Data: 20 października 1992 - Wydawca: Polydor                         | –                 | –                 | –                 | –                 | –                 | –                 | –                 | –                 | –                 | –                 | |
| 1992 | Greatest Hits 1976–1986 - Data: 3 listopada 1992 - Wydawca: MCA                      | –                 | –                 | –                 | –                 | –                 | –                 | –                 | –                 | –                 | –                 | - US: 2× platyna |
| 1994 | Chartbusters Go Pop - Data: 1994 - Wydawca: RPM Purple Pyramid                       | –                 | –                 | –                 | –                 | –                 | –                 | –                 | –                 | –                 | –                 | |
| 1995 | Love Songs - Data: 6 listopada 1995 - Wydawca: Mercury                               | 4                 | 7                 | 4                 | 12                | –                 | 7                 | 1                 | 1                 | 2                 | 24                | - UK: 3× platyna - AUS: 3× platyna - AUT: platyna - CAN: 2× platyna - FRA: 2× platyna - GER: platyna - NLD: platyna - SWI: 2× platyna - US: 3× platyna - POL: złoto |
| 2002 | Greatest Hits 1970–2002 - Data: 11 listopada 2002 - Wydawca: Mercury                 | 3                 | 6                 | 19                | 18                | 3                 | 19                | 8                 | 6                 | 12                | 12                | - UK: 4× platyna - AUS: 2× platyna - AUT: złoto - CAN: 4× platyna - FRA: złoto - GER: złoto - SWI: złoto - US: 5× platyna                                           |
| 2007 | Rocket Man: The Definitive Hits - Data: 26 marca 2007 - Wydawca: Mercury             | 2                 | 10                | 32                | 8                 | –                 | 47                | 5                 | 3                 | 6                 | 9                 | - UK: platyna - AUS: złoto - US: złoto |
| 2017 | Diamonds - Data: 10 października 2017 - Wydawca: Virgin EMI, Island, UMe             | 2                 | 3                 | 26                | 5                 | 9                 | 31                | —                 | 2                 | —                 | 7                 | - BPI: 4× Platinum - ARIA: 3× Platinum - RIAA: Platinum - RMNZ: 3× Platinum                                                                                         |
| 2020 | Elton: Jewel Box - Data: 13 November 2020 - Wydawca: EMI - Universal Music Catalogue | 68                | —                 | 64                | —                 | —                 | 24                | —                 | —                 | —                 | —                 | |

### Albumy nagrane z innymi artystami
| Rok  | Album                                                                                                 | Pozycja na liście | Pozycja na liście | Pozycja na liście | Pozycja na liście | Pozycja na liście | Pozycja na liście | Pozycja na liście | Pozycja na liście | Pozycja na liście | Pozycja na liście | Certyfikat                                                                                              |
| Rok  | Album                                                                                                 | UK                | AUS               | AUT               | CAN               | FRA               | GER               | NZ                | NOR               | SWE               | US                | Certyfikat                                                                                              |
| ---- | --- | ----------------- | ----------------- | ----------------- | ----------------- | ----------------- | ----------------- | ----------------- | ----------------- | ----------------- | ----------------- | --- |
| 1993 | Duets - Data: 22 listopada 1993 - Wydawca: Rocket                                                     | 5                 | 12                | 1                 | 14                | –                 | 10                | 16                | 3                 | 20                | 25                | - UK: platyna - AUT: platyna - CAN: platyna - FRA: 2× złoto - NOR: platyna - SWI: platyna - US: platyna |
| 2010 | The Union - Data: 19 października 2010 - Wydawca: Decca (US)                                          | 12                | 28                | 28                | 7                 | 51                | 23                | 24                | 5                 | 24                | 3                 | - UK: srebro - CAN: złoto                                                                               |
| 2012 | Good Morning to the Night (Elton John vs Pnau) (remix album) - Data: 16 lipca 2012 - Wydawca: Mercury | 1                 | 40                | -                 | -                 | -                 | -                 | -                 | -                 | -                 | -                 | |
| 2021 | The Lockdown Sessions - Data: 22 października 2021 - Wytwórnia: EMI, Mercury, Interscope              | 1                 | 2                 | 6                 | 5                 | 8                 | 5                 | 14                | 4                 | 41                | 10                | - UK: Złoto - POL: 2× platyna                                                                           |
| 2025 | Who Believes in Angels? z Brandi Carlile - Data: 4 kwietnia 2025 - Wytwórnia: Interscope / Island EMI |                   |                   |                   |                   |                   |                   |                   |                   |                   |                   | |

### Albumy świąteczne
| Rok  | Album                                                                                     |
| ---- | ----------------------------------------------------------------------------------------- |
| 1990 | Elton John’s Christmas E.P. - Data: 1990 - Wydawca: Rocket - Format: LP                   |
| 2005 | Elton John’s Christmas Party - Data: 10 November 2005 - Wydawca: Hear Music - Formats: CD |